# Passiflora telesiphe
Passiflora telesiphe là một loài thực vật thuộc họ Passifloraceae. Đây là loài đặc hữu của Ecuador.

## Hình ảnh

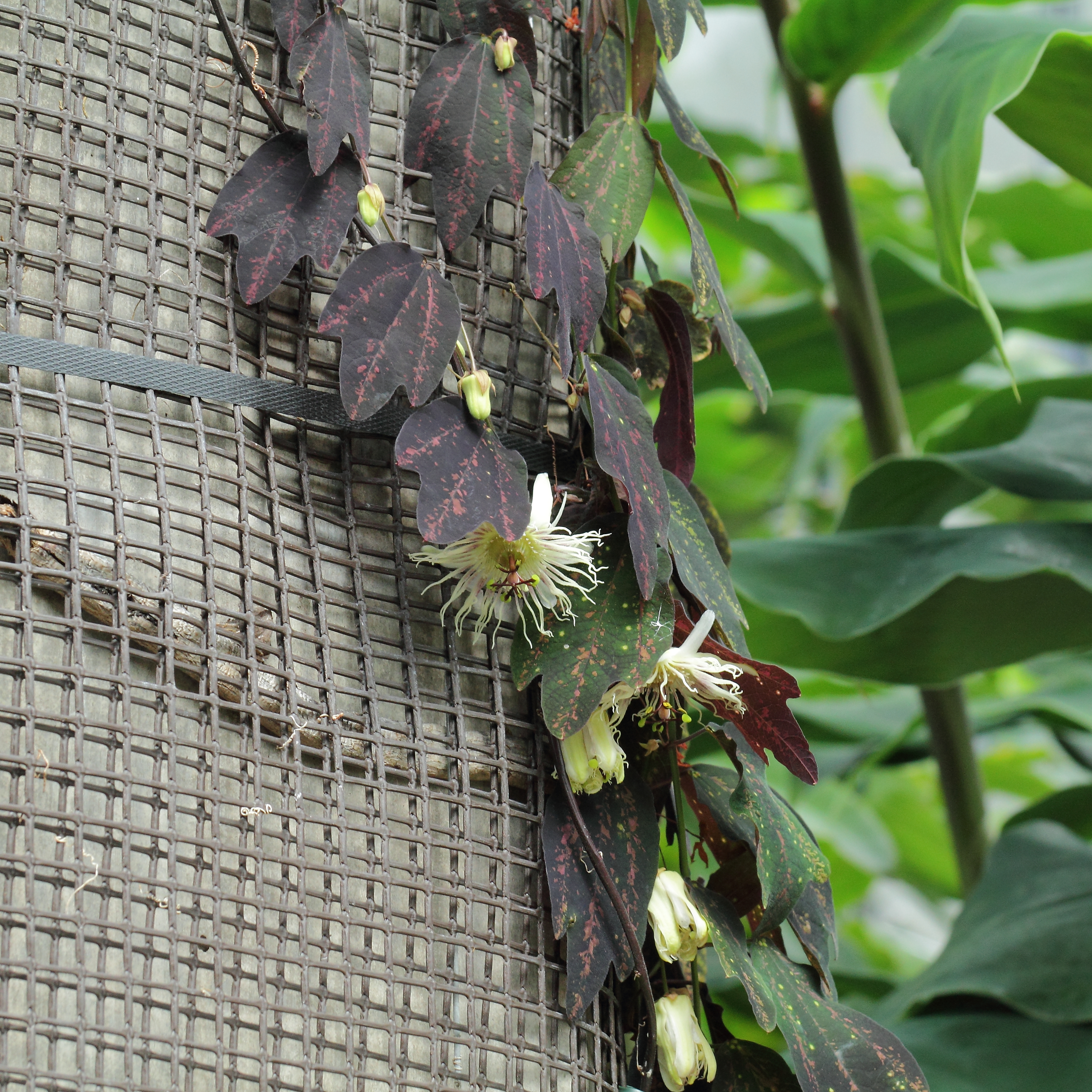
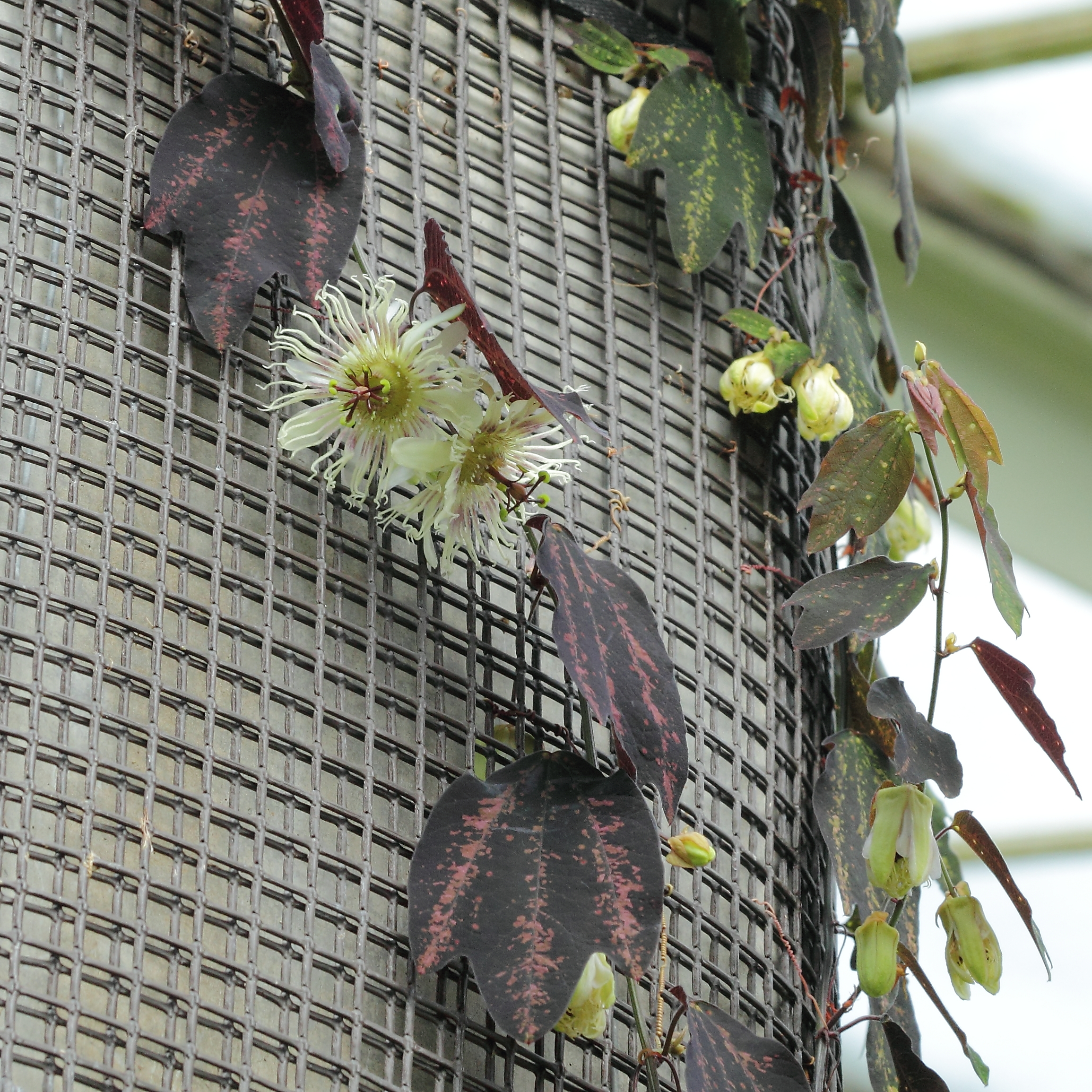
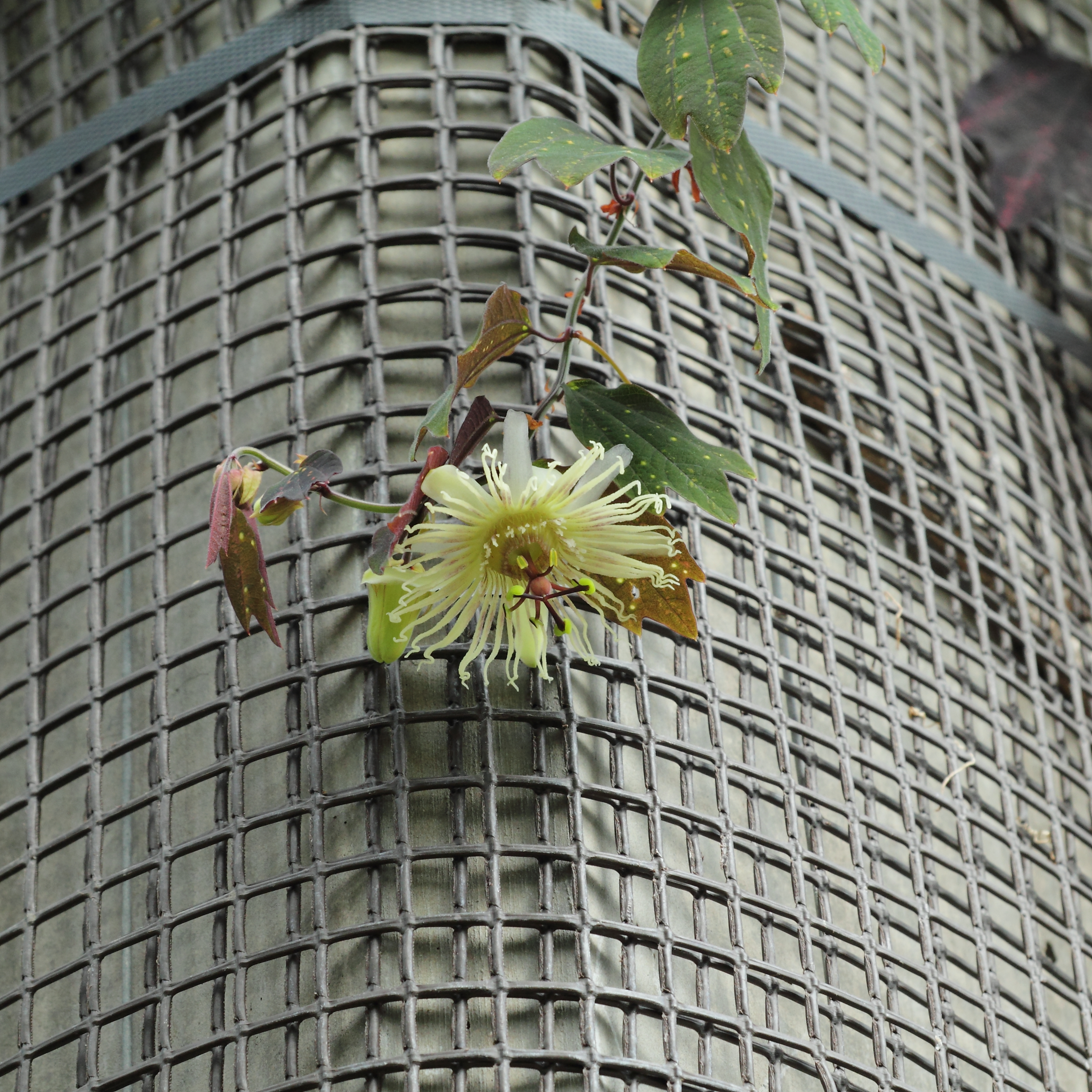